# 塞拉斯特雷塔
塞拉斯特雷塔（義大利語：Serrastretta），是意大利卡坦扎罗省的一个市镇。总面积41平方公里，人口3328人，人口密度81.2人/平方公里（2009年）。ISTAT代码为079129。